# Río Frío de Juárez
Río Frío de Juárez es una localidad mexicana ubicada en el municipio de Ixtapaluca, Estado de México. Un histórico puerto de montaña entre los valles de México y Puebla-Tlaxcala, se localiza cerca del punto más elevado de la Carretera Federal 150D (México-Córdoba), la autopista que conecta a la Ciudad de México con los estados de Puebla, Tlaxcala y Veracruz.

## Fundación
La localidad antes se llamaba San Andrés pero el nombre fue el cambiado por Benito Juárez en un viaje debido a que el río del pueblo era frío y de ahí vino el nombre Río Frío de Juárez e incluso tiene un monumento en su plaza dedicado a Benito Juárez.

## Geografía
Río Frío de Juárez se ubica en un valle entre el volcán Iztaccíhuatl y la Sierra de Río Frío. El valle forma parte del Parque nacional Iztaccíhuatl-Popocatépetl y se encuentra rodeado por bosques madrenses de pino-encino.
Río Frío de Juárez se localiza en el extremo este del Estado de México, casi en los límites con el estado de Puebla, que empieza justo al oriente del pueblo. Las principales vías de comunicación son la Carretera Federal 150 (libre) y la Carretera Federal 150D (cuota). Los resultados del Conteo de Población y Vivienda de 2005 realizado por el Instituto Nacional de Estadística y Geografía establecen que la población total de Río Frío es de 5,272 personas, que son 2,620 hombres y 2,655 mujeres.

## Historia
La población de Río Frío tiene su origen y desarrollo en el establecimiento del camino que une a la Ciudad de México con Puebla, desde donde continúa hasta el Puerto de Veracruz. Durante la época de la colonia y los primeros años del México independiente, se trataba de la única vía para llegar desde el extranjero hacia la capital. En Río Frío se establecieron entonces servicios como alimentación y hospedaje para los viajeros, ya que muchas veces era necesario pernoctar en la población.
Por la cantidad de viajeros y riquezas que eran transportados por el pueblo, se establecieron en la región bandas de asaltantes que robaban a los viajeros. Durante los primeros años del México independiente, el gobierno no tenía capacidad de cuidar la seguridad de los caminos, por lo que los asaltos en el rumbo de Río Frío se hicieron comunes. Este hecho fue el tema principal de la célebre novela Los bandidos de Río Frío, del escritor Manuel Payno. Esta situación terminó con la llegada del gobierno de Porfirio Díaz, que mediante el cuerpo de guardias rurales y en buena medida con el uso de la fuerza restableció la seguridad de los caminos.
Toda la actividad y el desarrollo de Río Frío tiene como centro su localización, por lo que su desarrollo se ha dado a la par de la carretera que lo atraviesa. Tras la construcción de la autopista de cuatro carriles, su actividad económica disminuyó debido a que dejó de ser una parada obligada. Posteriormente se construyeron accesos a la población desde la autopista y se ha convertido en un lugar de descanso y paseo para los habitantes del Valle de México.
Además de estas actividades la población de Río Frío se dedica a la agricultura y la explotación de los bosques que la rodean, principalmente para la elaboración de carbón vegetal, el cual en los últimos años ha provocado un problema de deforestación en la zona motivado en gran medida por las autoridades ejidales de la población, quienes desde hace años autorizan de manera irregular permisos para la tala clandestina de árboles. 
Río Frío originalmente formaba parte del municipio de Tlalmanalco; sin embargo, según el Decreto n.º 37 del Congreso del Estado de México con fecha del 30 de diciembre de 1958 fue segregado de ese municipio e incorporado al de Ixtapaluca. En 1960 adquirió oficialmente el epíteto para constituir el nombre actual de Río Frío de Juárez.